# Kodeks 0290
Kodeks 0290 (Gregory-Aland no. 0290) – grecko-arabski kodeks uncjalny Nowego Testamentu na pergaminie, datowany metodą paleograficzną na IX wiek. Rękopis jest przechowywany na Synaju. Tekst rękopisu nie jest wykorzystywany we współczesnych wydaniach greckiego Nowego Testamentu.  

## Opis
Zachowało 8 pergaminowych kart rękopisu z greckim oraz arabskim tekstem Ewangelii Jana (18,4 - 20-2). Według rekonstrukcji oryginalne karty miały rozmiar 29 na 17 cm. Tekst jest pisany dwoma kolumnami na stronę, 24 linijek tekstu na stronę . Rękopis zawiera ponadto noty w języku arabskim. 

## Historia
INTF datuje rękopis 0290 na IX wiek. Georgi Parpulov datuje na X lub XI wiek . 
Rękopis został znaleziony w maju 1975 roku podczas prac restauracyjnych w klasztorze wraz z wieloma innymi rękopisami . Na listę greckich rękopisów Nowego Testamentu wciągnął go Kurt Aland, oznaczając go przy pomocy siglum 0290. Został uwzględniony w II wydaniu Kurzgefasste. 
Rękopis nie jest wykorzystywany we współczesnych wydaniach greckiego Nowego Testamentu (NA27, NA28, UBS4). 
Rękopis jest przechowywany w Klasztorze Świętej Katarzyny (N.E. ΜΓ 102) na Synaju .